# Scherma ai Giochi della XXXI Olimpiade - Sciabola a squadre femminile
La sciabola a squadre femminile dei giochi olimpici di Rio 2016 si è svolto il 13 agosto 2016 presso la Arena Carioca 3.

## Programma
| Date                   | Time  | Round                   |
| ---------------------- | ----- | ----------------------- |
| Sabato, 13 agosto 2016 | 14:00 | Qualificazioni e finale |

## Risultati

### Finali
|  | Quarti                | Quarti                |        |        | Semifinale            | Semifinale |  |  | Finale | Finale |
|  |                       |                       |        |        |                       |            |  |  |        |        |
|  |                       |                       |        |        |                       |            |  |  |        |        |
|  |                       |                       |        |        |                       |            |  |  |        |        |
|  | Russia                | 45                    |        |        |                       |            |  |  |        |        |
|  | Russia                | 45                    |        |        |                       |            |  |  |        |        |
|  | Messico               | 31                    |        |        |                       |            |  |  |        |        |
|  | Messico               | 31                    | Russia | 45     |                       |            |  |  |        |        |
|  |                       |                       | Russia | 45     |                       |            |  |  |        |        |
|  |                       | Stati Uniti d'America | 42     |        |                       |            |  |  |        |        |
|  | Stati Uniti d'America | Stati Uniti d'America | 42     | 45     |                       |            |  |  |        |        |
|  | Stati Uniti d'America |                       |        | 45     |                       |            |  |  |        |        |
|  | Polonia               | 43                    |        |        |                       |            |  |  |        |        |
|  | Polonia               | 43                    | Russia | 45     |                       |            |  |  |        |        |
|  |                       |                       | Russia | 45     |                       |            |  |  |        |        |
|  |                       | Ucraina               | 30     |        |                       |            |  |  |        |        |
|  | Francia               | Ucraina               | 30     | 36     |                       |            |  |  |        |        |
|  | Francia               |                       |        | 36     |                       |            |  |  |        |        |
|  | Italia                | 45                    |        |        |                       |            |  |  |        |        |
|  | Italia                | 45                    | Italia | 42     | 3º posto              | 3º posto   |  |  |        |        |
|  |                       |                       | Italia | 42     | 3º posto              | 3º posto   |  |  |        |        |
|  |                       | Ucraina               | 45     |        |                       |            |  |  |        |        |
|  | Corea del Sud         | Ucraina               | 45     | 40     | Stati Uniti d'America | 45         |  |  |        |        |
|  | Corea del Sud         |                       |        | 40     | Stati Uniti d'America | 45         |  |  |        |        |
|  | Ucraina               | 45                    |        | Italia | 30                    |            |  |  |        |        |
|  | Ucraina               | 45                    |        |        | 30                    |            |  |  |        |        |
|  |                       |                       |        |        |                       |            |  |  |        |        |
|  |                       |                       |        |        |                       |            |  |  |        |        |

### Finali 5º/8º posto
|  | Semifinali    | Semifinali    | Semifinali    |               |         | Finale 5º posto | Finale 5º posto | Finale 5º posto |  |
|  |               |               |               |               |         |                 |                 |                 |  |
|  | Messico       | Messico       | 23            |               |         |                 |                 |                 |  |
|  | Messico       | Messico       | 23            |               |         |                 |                 |                 |  |
|  | Polonia       | Polonia       | 45            |               |         |                 |                 |                 |  |
|  | Polonia       | Polonia       | 45            |               | Polonia | Polonia         | 41              |                 |  |
|  |               |               |               |               | Polonia | Polonia         | 41              |                 |  |
|  |               |               | Corea del Sud | Corea del Sud | 45      |                 |                 |                 |  |
|  | Francia       | Francia       | Corea del Sud | Corea del Sud | 45      | 40              |                 |                 |  |
|  | Francia       | Francia       |               |               |         | 40              |                 |                 |  |
|  | Corea del Sud | Corea del Sud | 45            |               |         | Finale 7º posto | Finale 7º posto | Finale 7º posto |  |
|  | Corea del Sud | Corea del Sud | 45            |               |         |                 |                 |                 |  |
|  |               |               |               |               |         |                 |                 |                 |  |
|  |               |               |               |               |         | Messico         | Messico         | 45              |  |
|  |               |               |               |               |         | Messico         | Messico         | 45              |  |
|  |               |               |               |               |         | Francia         | Francia         | 38              |  |

## Classifica finale
| Pos.    | Squadra               | Atleti                                                              |
| ------- | --------------------- | ------------------------------------------------------------------- |
| Oro     | Russia                | Ekaterina D'jačenko Jana Egorjan Julija Gavrilova Sof'ja Velikaja   |
| Argento | Ucraina               | Ol'ha Charlan Alina Komaščuk Olena Kravac'ka Olena Voronina         |
| Bronzo  | Stati Uniti d'America | Monica Aksamit Ibtihaj Muhammad Dagmara Wozniak Mariel Zagunis      |
| 4       | Italia                | Rossella Gregorio Loreta Gulotta Irene Vecchi Ilaria Bianco         |
| 5       | Corea del Sud         | Seona Hwang Jiyeon Kim Jiyeon Seo Jinsu Yoon                        |
| 6       | Polonia               | Aleksandra Socha Małgorzata Kozaczuk Bogna Jóźwiak Marta Puda       |
| 7       | Messico               | Tania Arrayales Ursula González Garate Julieta Toledo Nataly Michel |
| 8       | Francia               | Cecilia Berder Charlotte Lembach Manon Brunet Saoussen Boudiaf      |